# ماريكور (كيبك)
ماريكور (بالإنجليزية: Maricourt, Quebec)‏ هي بلدية محلية في كيبيك تقع في كندا في Le Val-Saint-François Regional County Municipality. يقدر عدد سكانها بـ 497 نسمة ومساحتها 62.10 كم2 .